# Edinburgh (Indiana)
Edinburgh é uma cidade  localizada no estado americano de Indiana, no Condado de Bartholomew e Condado de Johnson e Condado de Shelby.

## Demografia
Segundo o censo americano de 2000, a sua população era de 4505 habitantes.
Em 2006, foi estimada uma população de 4582, um aumento de 77 (1.7%).

## Geografia
De acordo com o United States Census Bureau tem uma área de
7,4 km², dos quais 7,4 km² cobertos por terra e 0,0 km² cobertos por água. Edinburgh localiza-se a aproximadamente 199 m acima do nível do mar.

## Localidades na vizinhança
O diagrama seguinte representa as localidades num raio de 20 km ao redor de Edinburgh.